# UFC 242
UFC 242: Khabib vs. Poirier foi um evento de MMA produzido pelo Ultimate Fighting Championship no dia 7 de setembro de 2019, na The Arena, em Abu Dhabi, Emirados Árabes Unidos.

## Background
O evento marcou a terceira visita do UFC em Abu Dhabi e a primeira desde o UFC Fight Night: Nogueira vs. Nelson em abril de 2014.
A unificação do cinturão dos leves entre o atual campeão linear Khabib Nurmagomedov e o campeão interino Dustin Poirier serviu de luta principal da noite.
O duelos nos leves entre Magomed Mustafaev e Don Madge estava previsto para o evento. Entretanto, no dia 18 de agosto, foi reportado que Mustafaev foi removido do card por razões desconhecidas. Madge então enfrentou o estreante Fares Ziam.
Adam Yandiev era esperado para enfrentar Puna Soriano no evento. Porém, Yandiev saiu do duelo no meio de agosto com uma lesão no joelho e a luta então foi cancelada.
Nas pesagens, Sarah Moras pesou 138 libras (62.6kg) ficando 2 libras acima do limite da categoria dos galos feminino de 136 libras (61.7kg) em lutas que não valem cinturão. Como resultado, 20% de sua bolsa foram para sua adversária Liana Jojua.

## Resultados
Nota 1 Pelo Cinturão Peso Leve do UFC. 

## Bônus da Noite
Os lutadores receberam $50.000 de bônus:
- Luta da Noite: Nenhum
- Performance da Noite:  Khabib Nurmagomedov,  Ottman Azaitar,  Belal Muhammad e  Muslim Salikhov